# Celaya FC
Der Celaya Fútbol Club ist ein mexikanischer Fußballverein aus der Stadt Celaya im mexikanischen Bundesstaat Guanajuato, der am 4. Februar 1954 gegründet und postwendend in die Segunda División, damals die zweithöchste Spielklasse im mexikanischen Vereinsfußball, aufgenommen wurde.

## Geschichte
Bereits 1955/56 gelang dem Celaya FC die Vizemeisterschaft in dieser Liga, was aber zu jener Zeit insofern wenig Ertrag brachte, als der Aufstieg allein dem Meister, in diesem Fall dem CF Monterrey, vorbehalten war. Dabei hätte der Verein mit ein wenig Glück durchaus die Spielberechtigung für die Primera División erreichen können.
Denn weil der Puebla FC sich zu jener Zeit in erheblichen finanziellen Schwierigkeiten befand, bat der Verein, ein Jahr in der höchsten Spielklasse Mexikos aussetzen zu dürfen, um im Folgejahr wieder einzusteigen. Daher wurde die Meisterschaft in der Primera División 1956/57 mit nur 13 Mannschaften ausgetragen anstatt mit 14 Teams, wie zwischen 1955/56 und 1963/64 üblich. Weil sich die finanziellen Probleme bei Puebla aber auch nach einem Jahr (ohne Ligaspielbetrieb) nicht wesentlich verbessert hatten, zog der Verein sich ganz aus der höchsten Spielklasse zurück. Das führte dazu, dass am Saisonende 1956/57 auch der damals aktuelle Vizemeister der zweiten Liga, Atlético Morelia den Aufstieg wahrnehmen durfte, um das ausscheidende Puebla in der Saison 1957/58 zu ersetzen. Hätte Puebla sich bereits im Vorjahr zurückgezogen, wäre Celaya aufgestiegen…
Doch der Celaya FC schaffte es schließlich auch ohne die Unterstützung finanziell angeschlagener Vereine, sich den Weg ins Fußballoberhaus zu erkämpfen. Bereits ein Jahr später, am Ende der Saison 1957/58, gewann der Verein die Meisterschaft in der zweiten Liga und wurde mit dem Aufstieg in die Primera División belohnt.
Mit nur einem Punkt Vorsprung auf den Absteiger CD Cuautla belegte Celaya am Ende seiner ersten Erstligasaison 1958/59 den 13. Platz (von 14 Mannschaften). In der Saison 1959/60 konnte die Truppe sich sogar noch steigern und erzielte mit sieben Siegen und 22 Punkten (aus 26 Spielen) den 12. Platz. Dies war aber auch schon das beste Ergebnis der Vereinsgeschichte, denn von nun an ging es rasant bergab. Am Ende der Saison 1960/61 belegte man mit 19 Punkten den letzten Platz und stieg in die zweite Liga ab.
In den folgenden Jahren fiel Celaya sogar in die Drittklassigkeit zurück und verschwand schließlich ganz; trotz einer zwischenzeitlich errungenen Drittligameisterschaft 1973/74 und dem damit verbundenen Wiederaufstieg in die zweite Liga.
Erst zu Beginn des Jahres 2003 taucht ein namensverwandter „Nachfolgeverein“ des Celaya FC auf. Nachdem das vorherige Jahrzehnt in der Stadt in fußballerischer Hinsicht vom erst 1994 durch eine Fusion entstandenen Club Atlético Celaya dominiert worden war, dieser aber in erhebliche finanzielle Schwierigkeiten geriet und seine Lizenz in der Winterpause 2002/03 veräußern musste, verzog aus ähnlichen Gründen der Zweitligaverein CF La Piedad nach Celaya und nannte sich fortan Club Cajeteros de Celaya (Cajeteros war der Spitzname des früheren Celaya FC). Der künstlich wiederbelebte Verein hatte jedoch nur eine kurze Blütezeit. Bereits im Sommer 2005 wurde die Spielberechtigung für die Primera División 'A' an die Petroleros de Salamanca veräußert. Durch diese Maßnahme rutschte Celaya für die Spielzeit 2005/06 in die dritte Liga ab, wo man übrigens wieder unter seiner ursprünglichen Bezeichnung Celaya FC antrat. Ein Jahr später fand sich der Verein aufgrund der Lizenzübertragung von Tijuana Gallos Caliente erneut in der zweiten Liga wieder. Doch handelte es sich auch hierbei bloß um ein kurzfristiges Gastspiel. Wie zuvor Tijuana war auch Celaya jetzt ein Farmteam des Erstligisten Querétaro FC und es ist in diesem Zusammenhang eine besondere Erwähnung wert, dass in Mexiko seit der Saison 2006/07 jeder in der Primera División spielende Verein verpflichtet ist, ein Farmteam in der zweiten Liga zu unterhalten. Doch als Querétaro im Sommer 2007 selbst in die Primera División A abstieg, wurde der Club Celaya als Farmteam überflüssig und vom ehemaligen Erstligisten vollständig absorbiert, wodurch der Celaya FC erneut für eine kurze Zeit verschwand, ehe er mit einem neuen Wappentier – dem (in der Darstellung abgewandelten) Stier des ehemaligen Stadtrivalen Atlético – wieder in Erscheinung trat.

## Historische Logos

Erstes Logo
Zweites Logo
Drittes Logo